# ناثانايل مبوكو
ناثانايل مبوكو (بالفرنسية: Nathanaël Mbuku) (مواليد 16 مارس 2002) هو لاعب كرة قدم فرنسي يلعب كمهاجم في نادي ستاد ريمس.

## روابط خارجية
- ناثانايل مبوكو على موقع الاتحاد الأوربي (الإنجليزية)
- ناثانايل مبوكو على موقع قاعدة بيانات كرة القدم.إي يو (الإنجليزية)
- ناثانايل مبوكو على موقع ليكيب (الفرنسية)
- ناثانايل مبوكو على موقع ناشيونال فوتبول تيمز (الإنجليزية)
- ناثانايل مبوكو على موقع Soccerbase.com (لاعب) (الإنجليزية)
- ناثانايل مبوكو على موقع Soccerway.com (الإنجليزية)
- ناثانايل مبوكو على موقع عالم كرة القدم.نت (الإنجليزية)
- ناثانايل مبوكو على موقع أوليمبيديا (الإنجليزية)